# Oxidercia atripustula
Oxidercia atripustula är en fjärilsart som beskrevs av Walker 1862. Oxidercia atripustula ingår i släktet Oxidercia och familjen nattflyn. Inga underarter finns listade i Catalogue of Life.